# Associazione Calcio Carpi 1973-1974
Questa voce raccoglie le informazioni riguardanti l'Associazione Calcio Carpi nelle competizioni ufficiali della stagione 1973-1974.

## Stagione
Nella stagione 1973-1974 il Carpi primeggiò con 51 punti nel girone D del campionato di Serie D, ottenendo la promozione in Serie C. Partecipò inoltre alla Coppa Italia Semiprofessionisti, inserita in tabellone tra le 27 formazioni dilettantistiche (seconde, terze e quarte classificate di ogni girone della precedente annata), venendo estromessa dalla fase eliminatoria a gironi.

## Rosa
| N. |                   | Ruolo | Calciatore       |
| -- | ----------------- | ----- | ---------------- |
|    | Italia (bandiera) | D     | Giuseppe Bacher  |
|    | Italia (bandiera) | A     | Loris Belluzzi   |
|    | Italia (bandiera) | C     | Rino Benedetti   |
|    | Italia (bandiera) | P     | Franco Bompani   |
|    | Italia (bandiera) | D     | Werter Borelli   |
|    | Italia (bandiera) | D     | Roberto Bottura  |
|    | Italia (bandiera) | A     | Romano Carnevali |
|    | Italia (bandiera) | D     | Aurelio Dotti    |
|    | Italia (bandiera) | C     | Silvano Ferrari  |

| N. |                   | Ruolo | Calciatore        |
| -- | ----------------- | ----- | ----------------- |
|    | Italia (bandiera) | D     | Bruno Forghieri   |
|    | Italia (bandiera) | A     | Luciano Gallina   |
|    | Italia (bandiera) | C     | Lamberto Grazioli |
|    | Italia (bandiera) | C     | Giorgio Gualdi    |
|    | Italia (bandiera) | A     | Erasmo Iacovone   |
|    | Italia (bandiera) | C     | Giancarlo Magnani |
|    | Italia (bandiera) | P     | Claudio Pressich  |
|    | Italia (bandiera) | D     | Pietro Sedda      |
|    | Italia (bandiera) | A     | Paride Siliprandi |